# Temple Sungryong

Le temple Sungryong (숭령전, 崇靈殿, Sungryongjon) est un sanctuaire dédié aux rois fondateurs de la Corée situé sur la colline Mansu dans le centre de Pyongyang en Corée du Nord. Il a été classé trésor national n° 6. Le bâtiment principal mesure 12,88 mètres de long pour 9,17 mètres de large.

## Histoire
Le temple Sungryong a été tout d'abord construit en 1429 en l'honneur du fondateur mythique de la nation coréenne, Tangun et était appelé le temple de Tangun.
Le sanctuaire a été reconstruit et agrandi au temps de Joseon en 1725 alors que la dynastie des Yi cherchait à élargir sa légitimité en insistant sur son lien avec Tangun et en promouvant sa vénération. Dès lors, Tongmyong, le fondateur du royaume de Goguryeo, est également honoré dans ce sanctuaire et le temple est rebaptisé en Sungryong.
Le temple est bombardé par l'armée américaine pendant la guerre de Corée détruisant une partie des bâtiments. Aujourd'hui, seuls subsistent le bâtiment principal, l'autel des cérémonies et la porte d'entrée du sanctuaire.